# Чулымская
Чулымская — железнодорожная станция Новосибирского региона Западно-Сибирской железной дороги, расположенная на 3204 км главного хода Транссиба, в городе Чулыме Новосибирской области.

## История
Станция была открыта в 1896 году. В 1926 году на станции были 11 путей, а также установлен телеграфный аппарат. В 1952 году станция была электрифицирована постоянным током 3 кВ.

## Дальнее следование по станции
По графику 2021 года через станцию курсируют следующие поезда дальнего следования:
| № поезда | Маршрут движения            | № поезда | Маршрут движения            |
| -------- | --------------------------- | -------- | --------------------------- |
| 7        | Владивосток — Омск          | 8        | Омск — Владивосток          |
| 11       | Владивосток — Самара        | 12       | Самара — Владивосток        |
| 59       | Новокузнецк — Кисловодск    | 60       | Кисловодск — Новокузнецк    |
| 67       | Абакан — Москва             | 68       | Москва — Абакан             |
| 81       | Улан-Удэ — Москва           | 82       | Москва — Улан-Удэ           |
| 97       | Тында — Кисловодск          | 98       | Кисловодск — Тында          |
| 115      | Томск — Адлер               | 116      | Адлер — Томск               |
| 117      | Новокузнецк — Москва        | 118      | Москва — Новокузнецк        |
| 123      | Новосибирск — Белгород      | 124      | Белгород — Новосибирск      |
| 137      | Новокузнецк — Нижневартовск | 138      | Нижневартовск — Новокузнецк |
| 139      | Барнаул — Адлер             | 140      | Адлер — Барнаул             |
| 203      | Томск — Анапа               | 204      | Анапа — Томск               |
| 627      | Новосибирск — Кулунда       | 628      | Кулунда — Новосибирск       |